# Trionymus oblongus
Trionymus oblongus är en insektsart som beskrevs av De Lotto 1964. Trionymus oblongus ingår i släktet Trionymus och familjen ullsköldlöss. Inga underarter finns listade i Catalogue of Life.